# Югурта

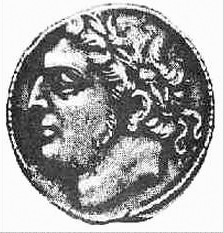
Монета Югурти

Югурта (лат. Iugurtha, 160 до н. е. — 104 до н. е.) — цар Нумідії з 117 до н. е., який вів з римлянами Югуртинську війну. Незаконнонарождений син одного з синів Масинісси.

## Життєпис
Юний Югурта користувався таким успіхом серед нумідійців, що його дядько Міціпса спробував позбутися небожа, направивши його на допомогу Сципіону Африканському Молодшому, що облягав у той час Нуманцію. Югурті вдалося переконати римських сенаторів у своїй лояльності, і під їх тиском Міціпса в 120 до н. е. пішов на усиновлення Югурти.
Через два роки Міціпса помер, розділивши царство між Югуртою і двома своїми синами — Гіемпсалом і Адгербалом. Першого з них Югурта незабаром позбувся, проте Адгербал почав шукати захисту у Римі. Завдяки підкупу сенаторів Югурті вдалося домогтися нового перерозподілу Нумідії, згідно з яким він отримав найбагатшу (західну) частину країни.
У 112 до н. е. повів свої війська проти Адгербала і взяв його столицю, Цирта. Забитий був не тільки Адгербал (союзник римського народу), але і римські торговці. Ця звістка викликала такий гнів у Римі, що сенату довелося оголосити Нумідію римською провінцією. Почалася Югуртинська війна.
На наступний рік Югурта подарунками та обіцянками домігся укладення миру з консулом Луцієм Кальпурнієм Бестієм. Народний трибун Меммій вимагав розслідування обставин цієї угоди, для чого Югурта був викликаний до Риму. Цар безстрашно з'явився у ворожу столицю, продовжуючи покладатися на підкуп. Історики зберегли його зневажливу думку про Рим: 
|  | Продажне місто — тебе все можна було б купити, якби знайшовся покупець. |

Коли супротивники Югурти стали висувати на противагу йому іншого онука Масинісса, Масиву, той підлаштував його вбивство прямо в Римі. Послана проти нього армія на чолі з Авлом Постумом Альбіном на початку 110 р. ганебно капітулювала, і Югурта незабаром звільнив Нумідію від останніх римських солдатів.
Укладений сенатом мир виявився неміцним. Коли у 107 до н. е. в Нумідію був направлений Гай Марій, Югурта перейшов до тактики партизанської боротьби. За намовою молодого  Луція Корнелія Сулли нумідійського царя полонив мавританський правитель Бокха I, який видав його в 105 до н. е. римлянам. Після тріумфальної процесії повержений цар був страчений у підземеллі Мамертинської в'язниці.

## Образ Югурти в художніх творах
- Гладіатор 2 — фільм 2024 року режисера Рідлі Скотта, де одним із персонажів є Югурта.